# Костов, Дончо
Шаблон:ABJ
Костов Дончо Стоянов (19 июня 1897, Локорско, близ Софии, — 9 августа 1949, София) — болгарский генетик.

## Биография
Дончо Костов окончил 1-ю Софийскую мужскую гимназию в 1916 году. Изучал естествознание в Софийском университете им. Св. Климента Охридского. Он получил высшее образование в области агрономии и защитил докторскую степень в Галле в 1924 году.
С 1925 года работал на факультете агрономии и лесоводства Софийского университета, где был ассистентом профессора Ивана Иванова. Получив стипендию Рокфеллера, он специализировался на генетике в Гарвардском университете в Бостоне под руководством Эдварда Мюррея Иста (1926—1929) и работал в Гарварде с Джеймсом Кендаллом.
В Гарварде ему предлагают постоянное место, но Костов предпочел продолжить работу на родине. В 1929 г. с Дончо Костовым в Софию прибывает и его коллега зоолог Джеймс Кендал (James Kendal), с которым у них уже есть совместные исследования и публикации. Фонд Рокфеллера их поддерживает, помогая получить специальную лабораторию и построить оранжерею во дворе факультета Софийского Университета.
Несмотря на достаточное количество публикаций в специализированных зарубежных изданиях, Дончо Костов не получил должности доцента Софийского университета (1931). Он также выиграл конкурс на должность директора Сельскохозяйственной экспериментальной станции в Софии, но его назначение было отложено.
В 1932 г. он откликнулся на личное приглашение всемирно известного советского академика Николая Вавилова поступить в Лабораторию генетики АН СССР в Ленинграде. В этой лаборатории, превращенной в 1933 г. в Институт генетики и перемещенной в 1934 г. в Москву, Дончо Костов получает возможность продолжить начатые исследования межвидовой гибридизации табака и пшеницы. Одновременно преподавал в Ленинградском университете (1934—1936), где читал лекции по генетике и был избран профессором. В институте в это время работали видные генетики Герман Меллер (Нобелевская премия, 1946 г.) и Георгий Карпеченко (расстрелян, Коммунарка, 1941 г.) Участвовал в экспедициях по Советскому Союзу, организованных академиком Вавиловым. По всеобщему признанию это был самый плодотворный период в его научной деятельности. За это время он опубликовал более 100 статей, многие из них в престижных международных изданиях, в том числе 10 статей в журнале «Nature».
В 1936 г. Дончо Костов вместе с академиками Константиновым и Лисицыным входил в состав комиссии, критически изучавшей деятельность Института генетики и селекции в Одессе, возглавляемой Трофимом Лысенко.
В 1938 году Дончо Костов, все ещё работавший в Москве, подал заявление о приеме в доценты генетики на агрономическом и лесном факультете, но получил отказ. Конкурс выиграл Генчо Генчев. В сентябре 1939 года он покинул СССР и вернулся в Болгарию. Он никогда не принимал и не мирился с «учением» Лысенко.
В Болгарии министр сельского хозяйства (Иван Багрянов) назначил его директором Центрального сельскохозяйственного испытательного института. Дончо Костов занимал эту должность с октября 1939 года по январь 1949 года.
В 1943 году он был избран штатным доцентом кафедры «Общая биология» медицинского факультета. В 1945 году ему было присвоено звание доцента. С 1946 г. — профессор и заведующий кафедрой «Дарвинизм, генетика и селекция» агрономического и лесохозяйственного факультета. На кафедре лекции по генетике читает профессор Генчо Генчев, по селекции — Дончо Костов. Для удобства учащихся изданы современные учебники «Генетика» (1947 г.) проф. Генчева и «Краткий курс селекции польских растений» (1949 г.) академика Д. Костова.
В июле 1946 года он стал действительным членом Болгарской Академии Наук (БАН). Он первый генетик, ставший академиком в Болгарии. Основал и руководил Институтом прикладной биологии и развития организмов (1947—1949). Участвовал в Международных конгрессах по цитологии (Стокгольм, 1947) и по генетике (Стокгольм, 1948).

## Годы опалы
В августе 1948 г. в Москве прошла сессия Августовская сессия Академии сельскохозяйственных наук (ВАСХНИЛ). После неё идеи «прогрессивного» учения Лысенко стали государственной политикой. Генетики в Советском Союзе были вынуждены порвать с наукой и принять «учение Мичурина-Лысенко». В Болгарии отражение решений августовской сессии ВАСХНИЛ произошло немеденно. В ноябре 1948 г. Министерство труда опубликовало три статьи проф. Игната Эмануилова, в которых подверглись резкой критике болгарские генетики, особенно академик Дончо Костов.
На V съезде БКП, состоявшемся в декабре 1948 г., продолжались нападки на болгарских генетиков. Валко Червенков, возглавлявший тогдашний Комитет по науке, искусству и культуре (КНИК), заявил, что биологическая наука в нашей стране не стоит на «мичуринско-лысенковских позициях». Конкретизируя Червенкова, Титко Черноколев, зам. Министр сельского хозяйства, обвинил академика Д. Костова в привязанности к «реакционным вейсманистам», в «бесплодии», а также в том, что «все его исследования основаны на существовании хромосом и ненаследовании приобретенных признаков» [6].
В апреле 1949 г. состоялась биологическая конференция на тему «Положение биологической науки в нашей стране в свете учения Мичурина», имевшая целью заставить болгарских ученых принять совершенно беспочвенные идеи Т. Д. Лысенко. Результатом стало поражение болгарской биологической науки, имевшее долговременные последствия.
Главными «ответчиками» конференции как генетиков были академик Дончо Костов и профессор Михаил Христов.
Дончо Костова, не присутствовавшего на заседаниях по болезни, попросили написать письмо участникам конференции. Однако текст письма не удовлетворил организаторов. Ученые, знакомые с делом Дончо Костова, приводят данные, свидетельствующие о том, что его письмо было подменено. Оклеветанный и рассерженный, Дончо Костов умер от сердечного приступа в августе того же года в Софии в возрасте 52 лет.
Дончо Костов был женат на Анне Анатольевне Завьяловой (1933). Детей у них не было.

## Признание
Творчество академика Дончо Костова получило полное признание спустя много лет после его смерти. В 1987 г. по случаю 90-летия со дня его рождения было организовано юбилейное торжество, на котором выступил академик Анхель Балевски, президент БАН. Столетие со дня его рождения было торжественно отмечено в Институте генетики БАН.
С 1987 по 2010 г. Институт генетики БАН носил имя академика Дончо Костова (до присоединения к Институту физиологии растений им. академика Методия Попова).
В 2009 г. вышел сборник «Избранные научные труды» академика Д. Костова, в котором представлены его наиболее значимые научные публикации.
В 1990 году режиссёр Адела Пеева сняла документальный фильм «Дончо Костов — болгарская история».

## Научная деятельность
Дончо Костов опубликовал более 200 оригинальных научных работ в различных областях генетики. Он много работал над широким кругом проблем, таких как межвидовая гибридизация, полиплоидия, формирование каллюса при прививках, онкогенез, приобретенный иммунитет растений, структура хромосом и других. Результаты своих исследований он публиковал в основном в известных европейских и американских журналах.

### Избранные публикации
- Pollen-tube growth in Lythrum salicaria. Proceedings of the National Academy of Sciences of the United States of America, 13(4), p.253. (1927)
- Acquired immunity in plants. Genetics, 14(1), p.37 — 77. (1929)
- Studies on the structure and development of certain Cynipid galls. The Biological Bulletin, 56(6), pp.402 — 458. — с J. Kendall (1929)
- Ontogeny, genetics, and cytology of Nicotiana hybrids. Genetica, 12(1), pp.33 — 139. (1930)
- Studies on polyploid plants. Journal of Genetics, 37(1), pp.129 — 209. (1938)
- Cytogenetics of the genus Nicotiana. Soﬁa, State Publishing House, 1072 p. (1941—1943) — на болгарском и английском языках